# Джамгаровский парк
Джамгаровский парк (также парк «У Джамгаровского пруда») — парк в Лосиноостровском районе на северо-востоке Москвы. Находится у Джамгаровского пруда (Нижний Джамгаровский пруд) на реке Ичке. С запада парк ограничен Джамгаровской улицей, а с юга — Стартовой. Общая площадь — около 38 га, из которых 13,5 га — площадь пруда. Парк относится к ГАУК города Москвы "Парк культуры и отдыха «Бабушкинский».

## История
История Джамгаровского парка началась в 1898 году. Тогда Удельное ведомство, занимавшееся царскими землями, поделило и выставило на продажу местные лесные массивы. Эти территории выкупили под дачи состоятельные москвичи из-за нескольких преимуществ этих земель. Поблизости была открыта железнодорожная платформа «10-я верста», куда можно было легко добраться на поезде из столицы (в наше время это платформа Ярославского направления Московской железной дороги"Лосиноостровская"). Кроме того, местные леса отличались чистотой и красотой. Земли стоили недешево, поэтому приобретали участки преимущественно представители аристократии и богатые предприниматели.
Первыми покупателями земель стали братья-банкиры Джамгаровы, выкупившие пять участков в сосновом бору и построивших на них дачный поселок. Впоследствии по имени меценатов он получил название «Джамгаровка». Сначала тут построили трехэтажный бревенчатый дом с резными украшениями, затем вырыли большой пруд на реке Ичке, отстроили дачные дома, а затем обустроили инфраструктуру в поселке — возвели телефонную и электростанцию, водопровод, гимназию, библиотеку, театр, почту, больницу и даже выпустили локальную газету «Лосиноостровские вести». К 1917 году «Джамгаровка» была процветающим поселком — тут было уже более полутора тысяч домов, однако назревающая революция заставила братьев продать все свое имущество и перебраться в Европу.
До наших дней здание усадьбы и старые дачи не сохранились.
В 1984 году Джамгаровский пруд реконструировали — его берега были укрепили и благоустроили, а дно вычистили.
В 2016—2021 годах парк благоустраивали по программе «Мой район» — обновили тропиночную сеть, обустроили новые досуговые площадки — детские, спортивные и места для тихого отдыха.

## Природа парка
В парке произрастают сосны, многие из которых вековые, а также ели, липы, березы и яблони. В Нижнем Джамгаровском пруде водятся караси, окуни, плотва, щуки, подлещики и бычки. На воде обитают утки-кряквы.

## Инфраструктура
В парке есть спортивные зоны, детские площадки и места для спокойного отдыха.

### Спорт
В западной и южной частях парка находятся воркаут-площадки с турниками и тренажерами. В восточной части находятся волейбольные площадки (две для традиционного волейбола, а третья для пляжного), теннисный корт, поле для мини-футбола и столы для игры в пинг-понг. В юго-западной части есть площадка для игры в панна-футбол.

В 2021 году в юго-западной части парка по просьбе местных жителей построили скейт-парк. Тут есть разные конфигурации рамп, рэйлов и других фигур для выполнения трюков на скейтбордах, ВМХ-велосипедах и самокатах. Скейт-парк стал одним из претендентов на звание «Самая интересная сезонная новинка в московских парках» проекта «Активный гражданин».

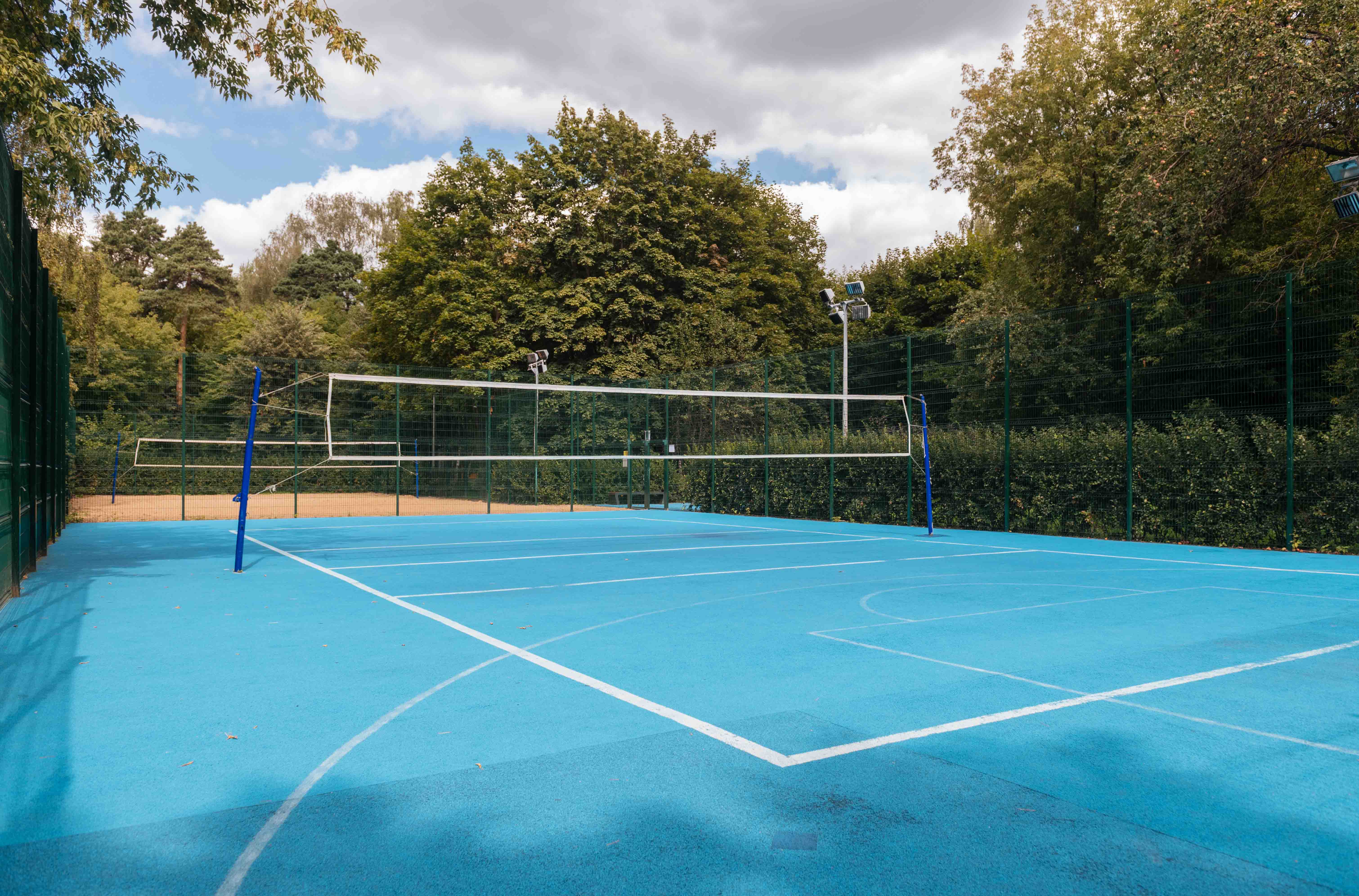
Волейбольные площадки
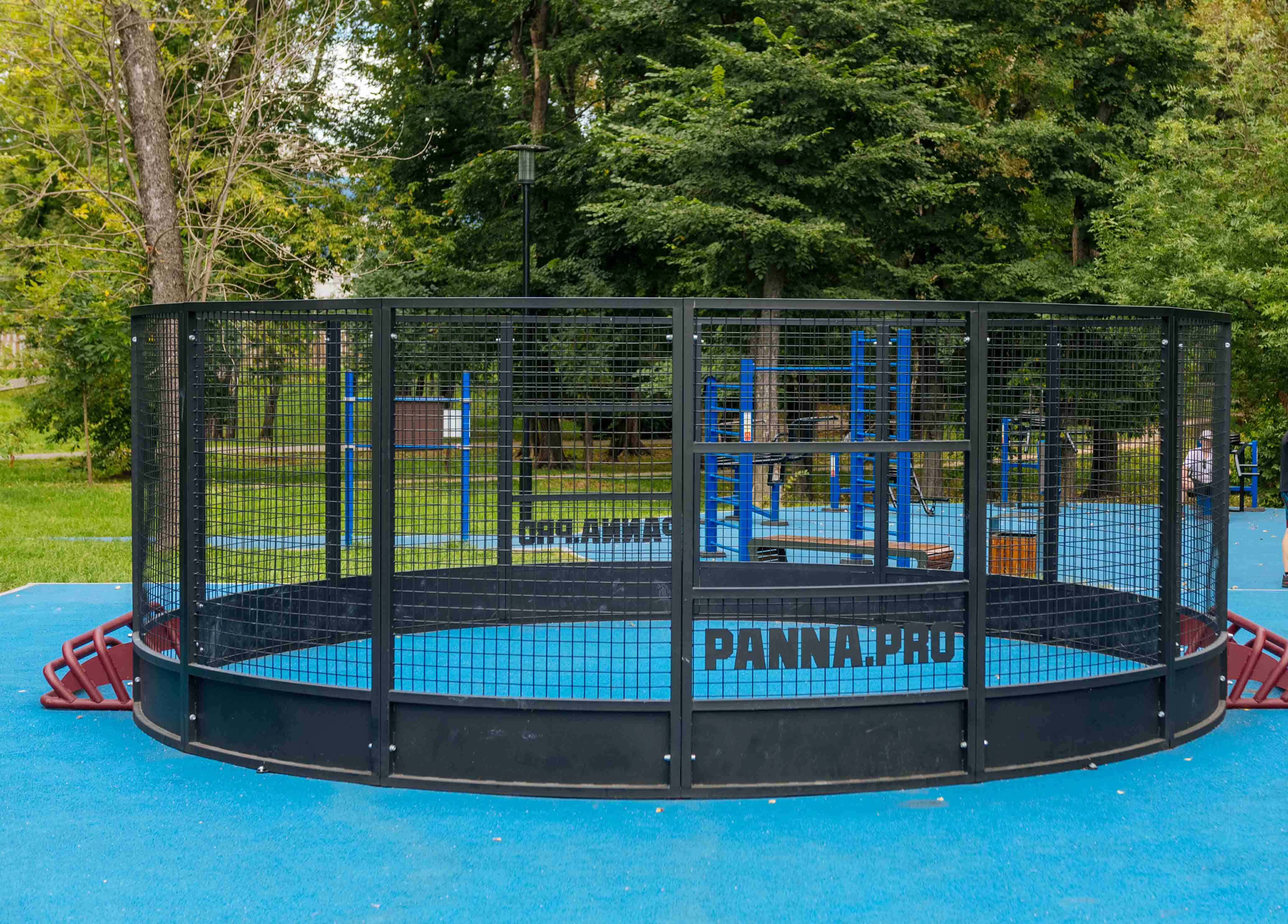
Площадка для панна-футбола
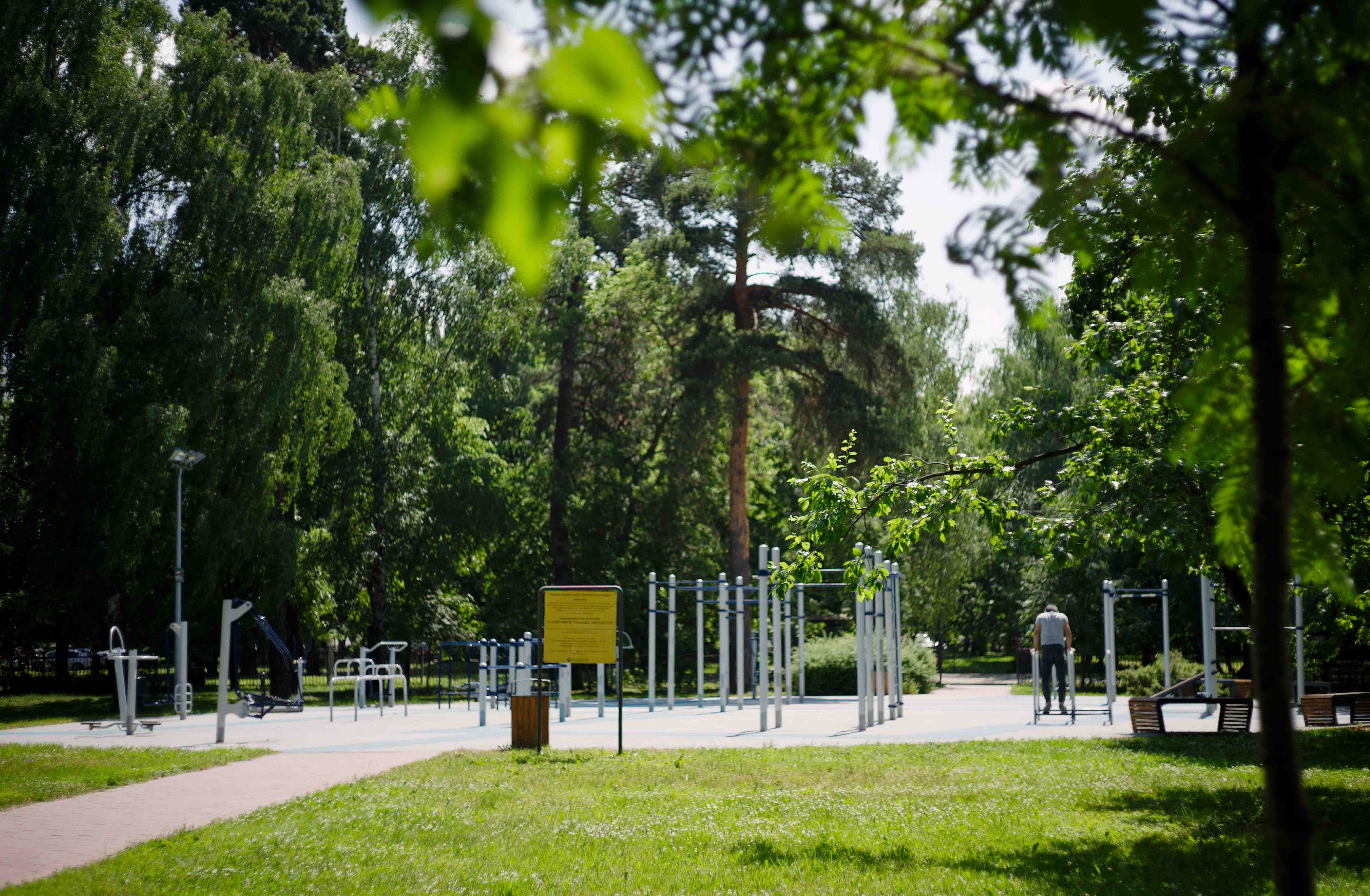
Воркауты

### Для детей
В южной и северной частях парка находятся площадки для детей младшего возраста с песочницами, качалками и невысокими горками и качелями. В центральной части парка располагается детская площадка в стиле компьютерной игры Angry Birds с тарзанкой, качелями-гнездами, лазилками и каруселями-балансирами. Почти все элементы здесь выполнены в виде птиц-персонажей игры. 

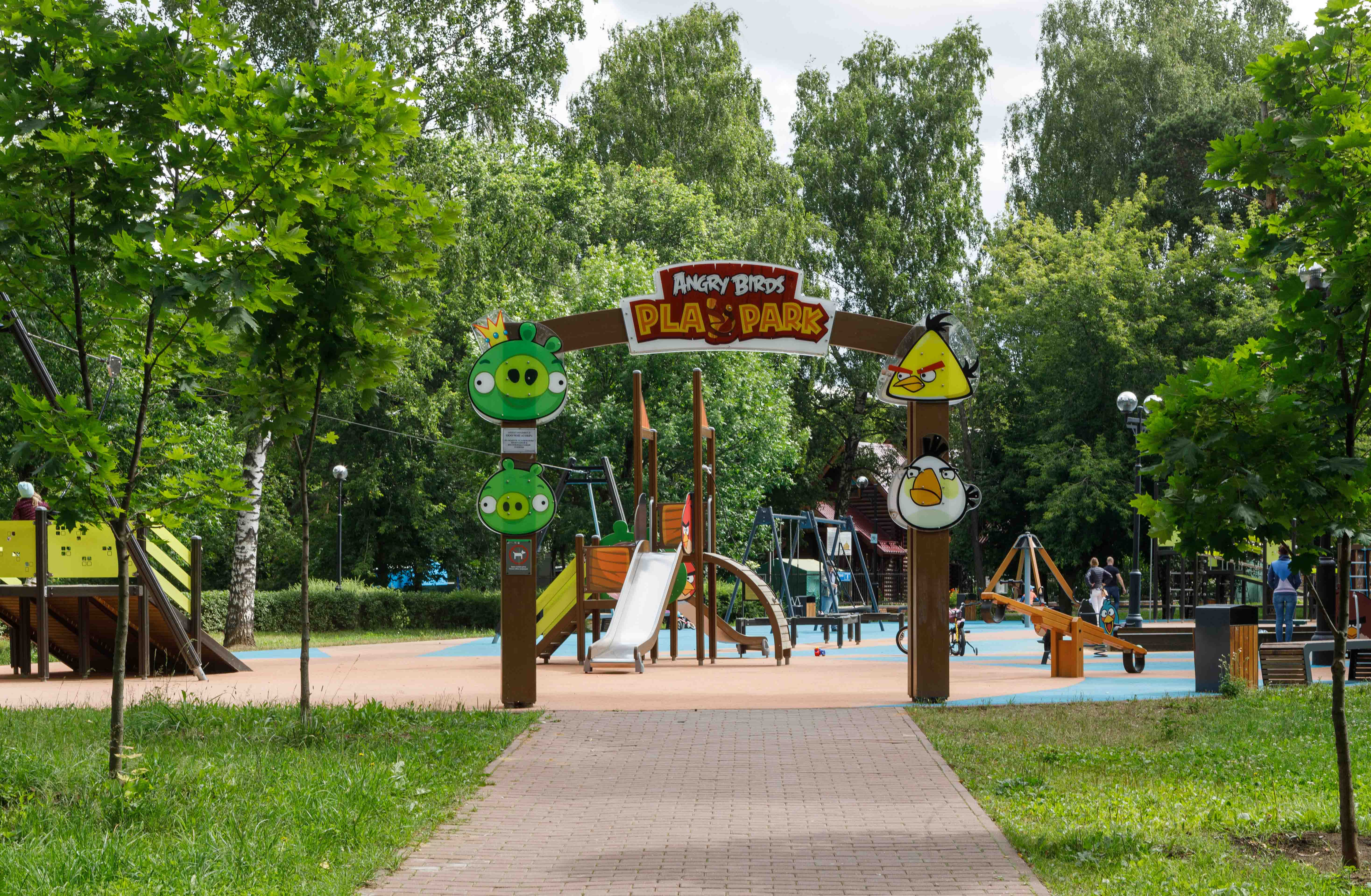
Детская площадка Angry Birds
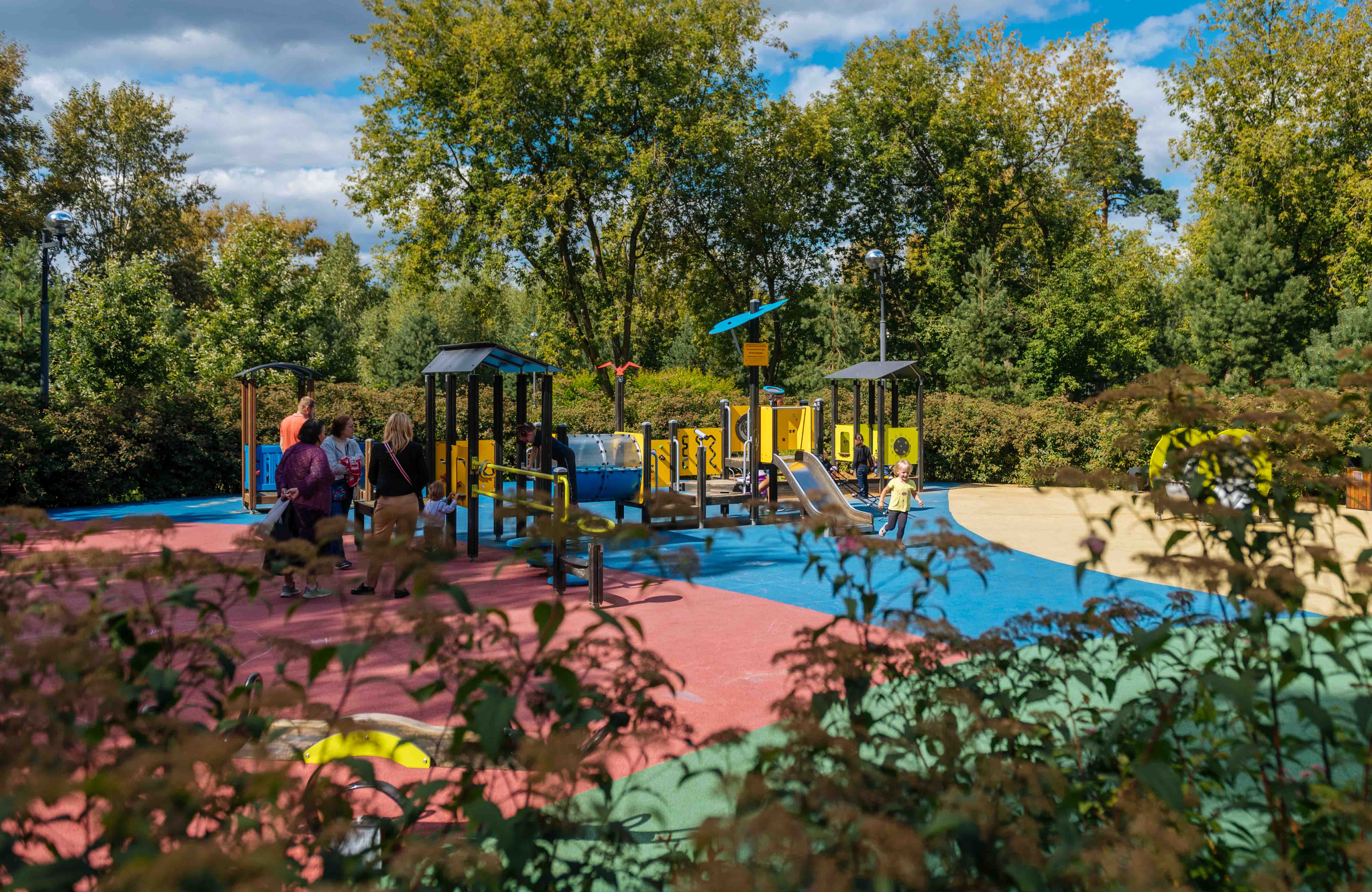
Детская площадка для малышей

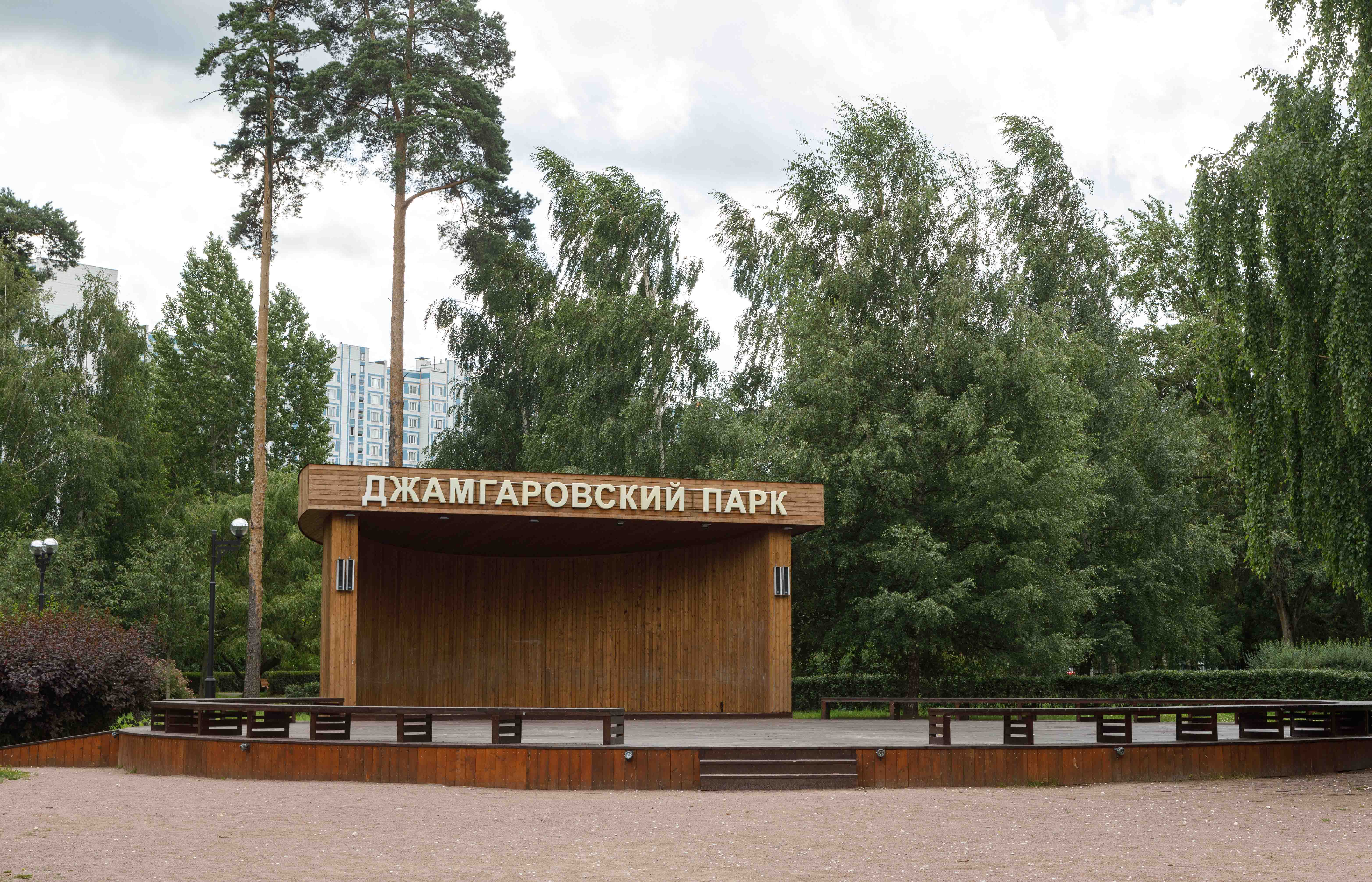
Эстрадная площадка

### Досуговые площадки
В центральной части Джамгаровского парка есть деревянная сцена с танцполом и зрительными местами, а также пункт буккроссинга и уличное кафе.

### Набережная
Вдоль набережной Нижнего Джамгаровского пруда идет прогулочная тропа с деревянным настилом. Вдоль тропы также обустроены смотровые площадки. Общая длина прогулочной дорожки составляет около 600 метров. В 2022 году тропу ждет реконструкция.

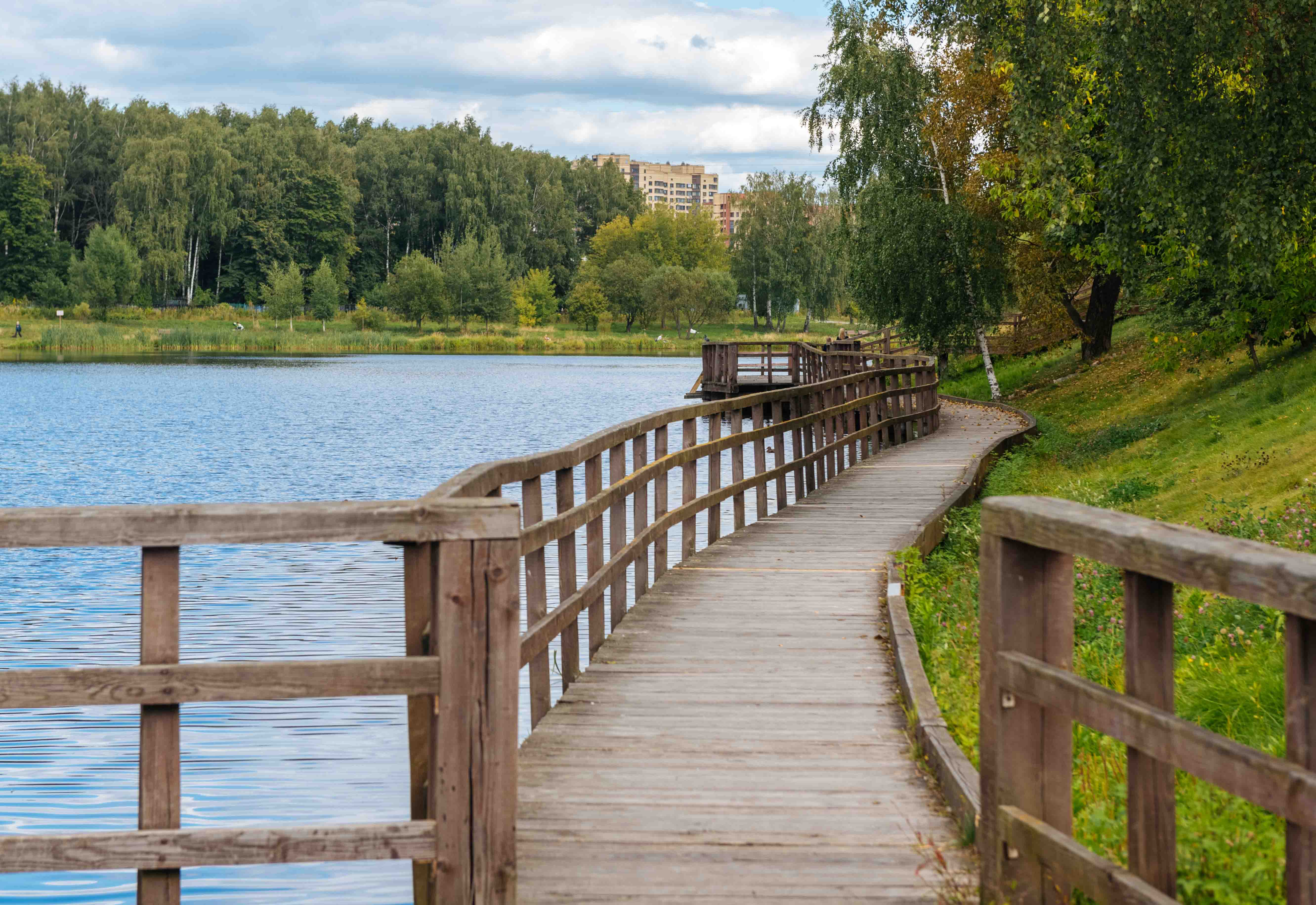
Набережная Нижнего Джамгаровского пруда

## Планы благоустройства
В 2022 году планируется демонтаж старых деревянных настилов на набережной Нижнего Джамгаровского пруда и обустройство новых. Благоустройство затронет весь каскад Джамгаровских прудов и часть поймы реки Ички.
В ближайшие годы прибрежную зону Джамгаровского пруда соединят зелёным коридором с зелёной зоной у реки Яузы на территории Лосиноостровского района.

## Постройки на территории парка
В центральной части парка по адресу: Стартовая ул., вл. 6 стр.1 располагается Храм-часовня в честь Иверской иконы Божией Матери Патриаршего подворья — храма Собора новомучеников и исповедников Российских в Бабушкине. Построена в 2014 году.
В западной части парка по адресу: Стартовая ул., д. 10 находится Государственное бюджетное учреждение дополнительного образования города Москвы «Детская музыкальная школа им. Г. В. Свиридова». Открыта в 1986 году.